# پیرمین لانگ
پیرمین لانگ (انگلیسی: Pirmin Lang؛ زادهٔ ۲۵ نوامبر ۱۹۸۴) دوچرخه‌سوار اهل سوئیس است.
از باشگاه‌هایی که در آن بازی کرده‌است می‌توان به آی‌ای‌ام سایکلینگ و روت–آکروس اشاره کرد.